# Franck Sylvain
Franck Sylvain, né le 3 août 1909 à Grand-Goâve et mort le 3 janvier 1987 à Port-au-Prince, est un homme politique haïtien qui fut président de la République du 7 février au 2 avril 1957. 
Avant sa carrière politique, Sylvain reçoit un diplôme en droit et travaille comme avocat. Le 7 février 1957, il est nommé par le Parlement comme successeur de Nemours Pierre-Louis, président par intérim d'Haïti. Sylvain est président pour 56 jours, puis il est renversé par le général Léon Cantave.

## Carrière
Franck Sylvain obtient un diplôme en droit et travaille alors comme avocat. 
En 1934, il crée le journal anticommuniste La Croisade. Il est également un des fondateurs du Rassemblement du peuple haïtien, un parti clandestin, avant de rejoindre le Mouvement des Ouvriers paysans. 
Pendant le mandat de Paul Magloire de 1950 à 1956, il est juge et acquiert une prestigieuse réputation, après avoir exprimé une opinion dans une instance contre un ami proche du président.

## Président de la République
Le 7 février 1957, il est désigné par le Parlement comme le successeur de Joseph Nemours Pierre-Louis, président de la République par intérim. 
Il assume sa charge présidentielle pendant seulement 56 jours avant d'être déposé par le général Léon Cantave.
Après sa présidence, il écrit ses mémoires qui paraissent sous le titre Les 56 jours de Franck Sylvain.